# هينريتش بيرك
هينريتش بيرك (بالألمانية: Heinrich Birk)‏ هو أستاذ جامعي ألماني، ولد في 26 مايو 1898 في فيسبادن في ألمانيا، وتوفي في 8 مايو 1973 في Geisenheim ‏ في ألمانيا.